# كاش كاش
كاش كاش (بالإنجليزية: Cash Cash)‏ وهي فرقة موسيقية إلكترونية ومجموعة دي جي أمريكية من نيو جيرسي تشكلت الفرقة في 2008 وتضمنت ريمكسات مع كريولا ومن كابيتال سيتيس وكيلي كلاركسون وأيكونا بوب وبرونو مارس أغانيهم احتلت المراتب الأولى في أستراليا.

## روابط خارجية
- كاش كاش على موقع ميوزك برينز (الإنجليزية)
- كاش كاش على موقع أول ميوزيك (الإنجليزية)
- كاش كاش على موقع ديسكوغز (الإنجليزية)